# UMass Minutemen football
La squadra di football degli UMass Minutemen rappresenta l'Università del Massachusetts - Amherst. I Minutemen competono nella Football Bowl Subdivision (FBS) della National Collegiate Athletics Association (NCAA) come squadra indipendente, cioè non appartenente a nessuna conference.  Dal 2025 entreranno a far parte della Mid-American Conference. La squadra è allenata da Don Brown. Gioca le sue gare interne al Warren McGuirk Alumni Stadium di Hadley, Massachusetts, e le sue rivalità principali sono con i Boston College Eagles e con gli UConn Huskies. La squadra è arrivata per tre volte in finale nel campionato FCS, vincendo il titolo nel 1998.

## Conference di appartenenza
UMass è stata sia indipendente che affiliata a diverse conference durante la sua storia.
- Independente (1879–1896)
- Athletic League of New England State Colleges (1897–1922)[2]
- Independente (1923–1946)
- Yankee Conference (1947–1996)
- Atlantic 10 Conference (1997–2006)
- Colonial Athletic Association (2007–2011)
- Mid-American Conference (2012–2015, 2025-futuro)
- Independente (2016–2024)

## Titoli nazionali
| Anno | Allenatore   | Rec. conf. | Record | Playoff    | Punteggio | Avversario       |
| 1998 | Mark Whipple | 6–2        | 12–3   | Finale FCS | 55–43     | Georgia Southern |

## Giocatori degni di nota

### All-Pro e Pro Bowler NFL

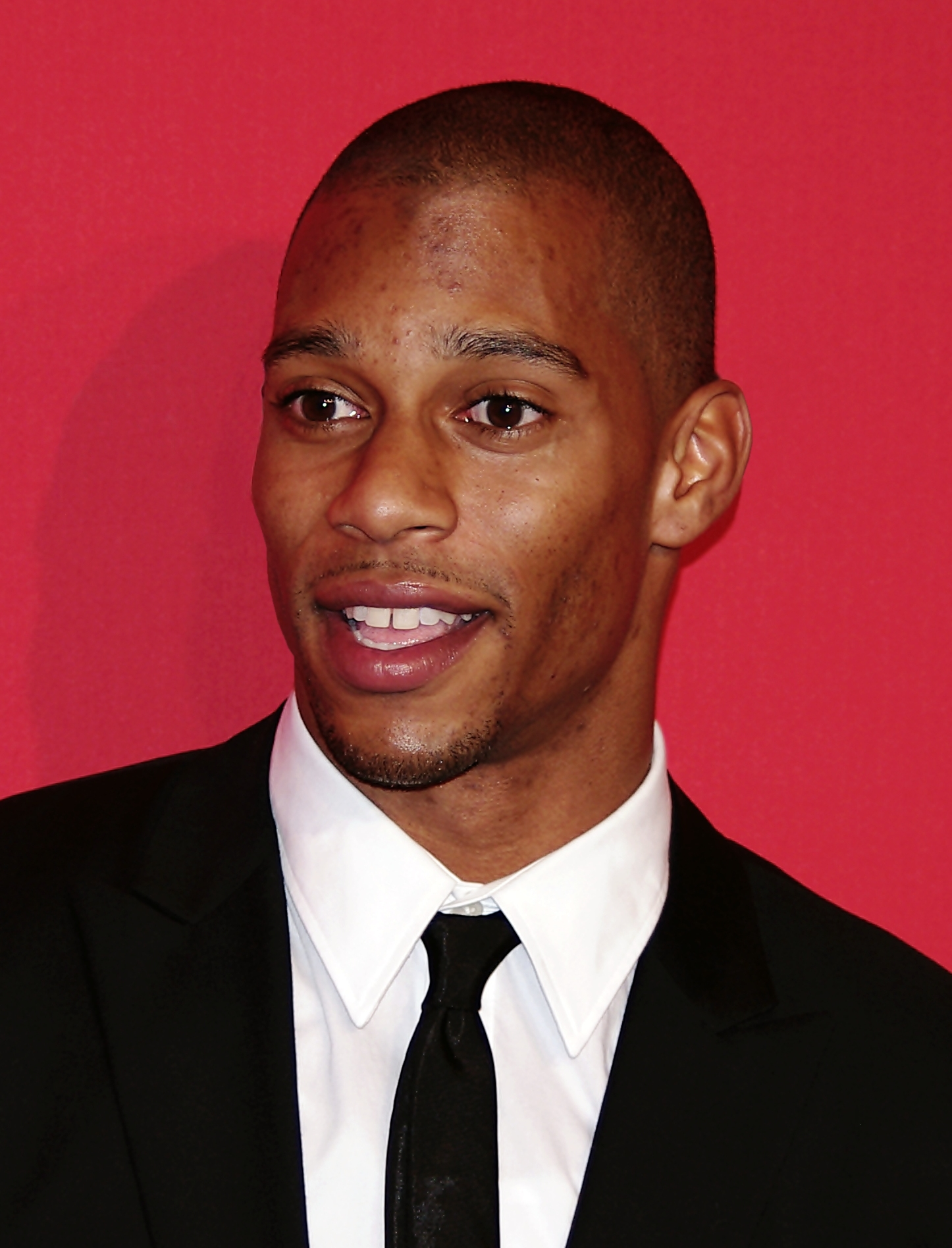
Il wide receiver Victor Cruz

| Giocatore   | All-Pro | Pro Bowl   |
| Milt Morin  | -       | 1968, 1971 |
| Greg Landry | -       | 1971       |
| Victor Cruz | 2011    | 2012       |

### Attuali giocatori nella NFL
| Giocatore        | Ruolo | Squadra           | Anni a UMass |
| Claudin Cherelus | LB    | Carolina Panthers | 2017–2019    |
| Jack Driscoll    | OT    | Miami Dolphins    | 2015–2017    |
| Andy Isabella    | WR    | Buffalo Bills     | 2015–2018    |
| Elijah Wilkinson | OT    | Arizona Cardinals | 2013–2016    |

### College Football Hall of Fame
La seguente è la lista dei membri dei Minutemen introdotti nella College Football Hall of Fame.
| Giocatore       | Ruolo | Anni a UMass | Introd. | Note  |
| Dick MacPherson | HC    | 1971–1977    | 2009    | [ 3 ] |
| Milt Morin      | TE    | 1963–1965    | 2010    | [ 4 ] |